# George Langelaan
George Langelaan (geboren am 19. Januar 1908 in Paris; gestorben am 9. Februar 1972) war ein französisch-britischer Schriftsteller und Journalist, Verfasser von Spionage-, Horror- und Science-Fiction-Erzählungen. Er ist vor allem bekannt als Autor der mehrfach verfilmten SF-Kurzgeschichte Die Fliege. Während  des Zweiten Weltkriegs war er britischer Geheimagent.

## Leben
Georges Langelaans Vater war Brite niederländischer Herkunft, der für die kontinentale Ausgabe der Daily Mail arbeitete, seine Mutter war Französin. Zu Beginn des Zweiten Weltkriegs wurde Langelaan von der Abteilung Frankreich der Special Operations Executive, einer Organisation des britischen Geheimdiensts, für Operationen im besetzten Frankreich rekrutiert. Dafür musste sich Langelaan einer plastischen Operation unterziehen, um sein Aussehen zu verändern, das zu einprägsam war. Zum Beispiel waren seine Ohren zu lang und mussten zurückgelegt werden. Im September 1941 sprang er mit dem Fallschirm über Frankreich ab, wurde allerdings schon im Oktober von der französischen Polizei festgenommen und im Kriegsgefangenenlager Mauzac in der Dordogne inhaftiert. 1944 wurde er von britischen Truppen befreit und nahm mit diesen an der Befreiung von Paris teil.
Nach dem Krieg hielt er sich längere Zeit in den USA auf, wo 1957 seine Erzählung The Fly in der Juniausgabe des Playboy erschien. Nach seiner Übersiedlung nach Frankreich Anfang der 1960er Jahre, wo er als Journalist für Nachrichtenagenturen und Korrespondent der New York Times arbeitete, begann er seinem Interesse für das Außergewöhnliche und Paranormale folgend in größerem Umfang auf Französisch phantastische Erzählungen zu publizieren, die in drei Sammelbänden erschienen, die auch ins Deutsche übersetzt wurden. Außerdem verfasste er Beiträge für die Zeitschriften Planète, deren Ableger Plexus, und das Magazin Pilote. Neben seinen belletristischen Arbeiten veröffentlichte er mehrere Bücher über seine Erfahrungen als Agent im Zweiten Weltkrieg.
In seinen letzten Jahren lebte er zusammen mit seiner Ehefrau in Mesnil-Saint-Denis (Yvelines). 1972 starb Langelaan im Alter von 64 Jahren.

## Bibliografie
Romane
- Attentat, Carabine 2e (1952)
- L'Indice à l'envers (1963)
- Le vol de l'anti «G» (1968)

Langelaan war von 1964 bis 1966 Herausgeber der Spionageroman-Taschenbuchreihe Agent Secret, die bei Robert Laffont erschien. Acht der Titel der Reihe stammen von Langelaan:
- 5 Torpillez la torpille (1964)
- 13 Le Dauphin parle trop (1964)
- 18 Attentat, Carabine 2e (1964, 2. Aufl.)
- 21 Le Zombi express (1964)
- 25 Shalom, Grenat! (1965)
- 29 La Mort au ralenti (1965)
- 34 Club Méditerranée (1965)
- 37 Salade de têtes (1965)

Sammlungen
- Nouvelles de l'Anti-Monde (1962)
  - Deutsch: Die Fliege und andere Geschichten aus der phantastischen Wirklichkeit. Übersetzt von Karl Rauch. Scherz, Bern u. a. 1963. Taschenbuchausgabe: dtv #306, München 1965.
- Les Faits maudits (1967)
  - Deutsch: Die unheimlichen Wirklichkeiten : Signale aus dem Unerforschten. Übersetzt von Friedrich August und Marianne Kloth. Scherz, Bern u. a. 1969. Taschenbuchausgabe: dtv #1091, 1975, ISBN 3-423-01091-6.
- Treize fantômes (1972)
  - Deutsch: Die Stimme und weitere Begegnungen mit der gespenstischen Wirklichkeit. Übersetzt von Eva Schönfeld. Scherz, Bern u. a. 1972. Taschenbuchausgabe: dtv #1123, 1975, ISBN 3-423-01123-8.

Kurzgeschichten
- The Fly (1957, frz. Titel La Mouche)
  - Deutsch: Die Fliege. In: Die Fliege und andere Erzählungen aus der phantastischen Wirklichkeit. 1963.
- Hello? Hollywood! (1958)
- Le miracle (1958)
  - Deutsch: Das Wunder. In: Die Fliege und andere Geschichten. 1965.
- Albatross (1959)
- Danse Macabre (1959)
- Eliane (1959)
- Un fantastique voyage interstellaire autour de ma chambre (1960)
- Cold Blood (1961)
- L'autre main (1961)
  - Deutsch: Die andere Hand. In: Die Fliege und andere Geschichten. 1965.
- Les Carnets secrets de l'agent P.p. 751 (1961–1963, in Fortsetzungen erschienen in Pilote)
- Chute dans l'oubli (1962)
  - Deutsch: Der Sturz ins Vergessen. In: Die Fliege und andere Geschichten. 1965.
- La dernière traversée (1962)
  - Deutsch: Der letzte Überseeflug. In: Die Fliege und andere Geschichten. 1965.
- La tournée du diable (1962)
  - Deutsch: Die Runde für den Teufel. In: Die Fliege und andere Geschichten. 1965.
- Le tigre récalcitrant (1962)
  - Deutsch: Der störrische Tiger. In: Die Fliege und andere Geschichten. 1965.
- Récession (1962)
  - Deutsch: Gang zurück. In: Die Fliege und andere Geschichten. 1965.
- Robots pensants (1962)
  - Deutsch: Denkende Roboter. In: Die Fliege und andere Geschichten. 1965.
- Sortie de secours (1962)
- Temps mort (1962)
  - Deutsch: Tote Zeit. In: Die Fliege und andere Geschichten. 1965.
- La Dame d'outre-nulle part (1962)
  - Deutsch: Das Mädchen aus Nirgendwo. In: Die Fliege und andere Geschichten. 1965.
- Le fauteuil en déduction (1962)
- L'enfant seule (1972)
- L'homme en gris (1972)
  - Deutsch: Der Herr in Grau. In: Die Stimme. 1972.
- L'ordalie (1972)
- La bague au doigt (1972)
  - Deutsch: Der Schlangenring. In: Die Stimme. 1972.
- La dame blanche de la rivière (1972)
  - Deutsch: Die weiße Dame vom Fluß. In: Die Stimme. 1972.
- La femme de pierre (1972)
- La maison de la mer (1972)
  - Deutsch: Das Haus auf der Klippe. In: Die Stimme. 1972.
- La maison des volets fermés (1972)
  - Deutsch: Geschlossene Fensterläden. In: Die Stimme. 1972.
- La sorcière du moulin (1972)
  - Deutsch: Die Mühlenhexe. In: Die Stimme. 1972.
- Le duel (1972)
- Le prisonnier de la tour (1972)
- Le voleur de grand chemin (1972)
  - Deutsch: Der Wegelagerer In: Die Stimme. 1972.
- Les chaussons qui dansent (1972)
  - Deutsch: Die tanzende Schuhe. In: Die Stimme. 1972.

Sachliteratur und Autobiographisches
- Un nommé Langdon. Mémoires d’un agent secret (1950, engl. als One Named Langdon: Memories of a Secret Agent, überarbeitet als Le masque d'un agent secret, 1960)
- The Masks of War: From Dunkirk to D-Day—The Masquerades of a British Intelligence Agent (1959)
- The Knights of the Floating Silk (1959)
- Missions spéciales (1963, erweiterte Neuausgabe von Un nommé Langdon bzw. Le masque d'un agent secret)
- mit Jean Barral: Les nouveaux parasites (1969)

- "The Secret Notebooks of Agent P.P. 751" (1960–1963) series in the publication Controls
- "I Rescued a Harem Wife" (in Suspense, August 1960)
- "Cold Blood" (in New Worlds, October 1961)
- "The Other Hand" (in The Magazine of Fantasy & Science Fiction, October 1961)
- "Zombie Express Train" (1964)
- "The Dolphin Speaks Too" (1964)
- Out of Time (collection, 1964)
- "Attack-Rifle-2nd"
- "Torpedo the Torpedo"
- "Salad of Heads" (1965)
- The Flight of Anti-G or Le Vol de l'anti-G (1968)
- "The Thinking Robots" or "The Collector of Brains", "Les Robots pensants" in French
- Turncoat (1967)
- The New Parasites or Les Nouveaux parasites in French, with Jean Barral (1969)
- Thirteen Phantoms or Treize fantomes (1971)

## Verfilmungen
The Fly / Die Fliege (1957)
- Die Fliege (Originaltitel: The Fly, Regie: Kurt Neumann, USA 1958)
- Die Rückkehr der Fliege (Originaltitel: Return of the Fly, Regie: Edward Bernds, USA 1959)
- Der Fluch der Fliege (Originaltitel: Curse of the Fly, Regie: Don Sharp, Großbritannien 1965)
- Die Fliege (Regie: David Cronenberg, USA/Kanada 1986)
- Die Fliege 2 (Regie: Chris Walas, USA 1989)

Le miracle / Das Wunder (1958)
- Strange Miracle (Staffel 7, Episode 19 der amerikanischen Fernsehserie Alfred Hitchcock Presents, 1962)

L'autre main / Die andere Hand (1961)
- The Hand of Borgus Weems (Staffel 2, Episode 1c der amerikanischen Fernsehserie Night Gallery, 1971)

La Dame d'outre-nulle part / Das Mädchen aus Nirgendwo (1962)
- La Dame d'outre-nulle part (Fernsehfilm, Regie: Jean-Jacques Lagrange, Frankreich 1966)
- Eurydike oder das Mädchen von Nirgendwo (Fernsehfilm, Regie: Jochen Richter, Deutschland 1978)

Robots pensants / Denkende Roboter (1962)
- Schach dem Roboter (Fernsehfilm, Regie: Michel Subiela, Frankreich 1976)

Außerdem:
- Az elszabadult idö (Regie: Imre Mihályfi, Ungarn 1972)
- Hyperion (SF-Film, Regie: Mircea Veroiu, Rumänien 1975)